# Sorex emarginatus
La musaraña de Zacatecas (Sorex emarginatus) es una especie de musaraña de la familia Soricidae es endémica de México.